# آتاكوي (أديامان)
آتاكوي (بالتركية: Ataköy أو Dikilcik سابقا)‏ هي قرية كرديّة رشوانيّة تتبع إداريّاً لمديرية أديامان في محافظة أديامان التركية الواقعة في جنوب شرق الأناضول. وبلغ عدد سكانها 105 نسمة في عام 2021.